# Rouppeplein
Het Rouppeplein (Frans: Place Rouppe) is een plein in de Belgische stad Brussel. Het plein ligt ten zuidwesten van het centrum van de stad en heeft een vierkant grondplan. Een straat verder naar het noordwesten ligt het Anneessensplein.
Het plein is vernoemd naar burgemeester Nicolas-Jean Rouppe, de eerste burgemeester van de stad Brussel na de onafhankelijkheid van België.

## Geschiedenis
Op 26 september 1841 werd het plein ingehuldigd. Het plein was toen aangelegd als voorplein voor het Bogaardenstation, het toenmalige Zuidstation van Brussel. Gedurende de aanwezigheid van het station was het een plein met herbergen en hotels en met veel activiteit. De naam "Hôtel à La Grande Cloche" verwijst naar de toenmalige stationsklok en ook het oude stationsbuffet staat er nog steeds.
In 1848 werd de Rouppefontein midden op het plein ingehuldigd. Het is naar het ontwerp (onderstel) van architect Joseph Poelaert en beeldhouwer Charles-Auguste Fraikin.
In 1869 werd op de plaats van het huidige station Brussel-Zuid een nieuw Zuidstation gebouwd, omdat het Bogaardenstation al te klein was geworden.

## Rouppefontein
De fontein heeft een dubbele schierschaal met bovenop een beeld van een vrouwenfiguur die de stad Brussel voorstelt. De onderste schaal is een meerzijdig stenen bekken. Daarin staat een versierde stenen sokkel, waarop een bronzen sierschaal rust. Via twaalf leeuwenkoppen op de rand van de bronzen sierschaal spuit het water van de bovenste schaal naar het onderste. In de bovenste sierschaal staat een versierde sokkel met daarop een witmarmeren beeld dat de stad Brussel voorstelt. De kroon van deze vrouwenfiguur heeft de vorm van de Sint-Goedelekathedraal. De hand met de laurierkrans is in 2017 verdwenen, en werd bij de restauratie in 2024 verkeerd teruggeplaatst, doordat de krans verticaal in plaats van horizontaal stond.